# Arizona Baby
Pour les articles homonymes, voir Arizona (homonymie).
Arizona Baby est un groupe de rock espagnol, originaire de Valladolid. Formé en 2003, le groupe est actuellement composé par Javier Vielba (voix et guitare), Rubén Marrón (guitare) et Guillermo Aragón (batterie et percussions). En 2011, après une tournée et un album commun, Arizona Baby se joint à Los Coronas pour former un projet parallèle : les Corizonas. Arizona Baby sort ensuite un nouvel album intitulé Secret Fires.

## Biographie
Arizona Baby est formé en 2003 à Valladolid, mais ce n'est qu'en 2005, qu'ils décident d'éditer eux-mêmes leur premier album, Songs to Sing Along. Après avoir séjourné à Londres et participé à plusieurs festivals internationaux, sa popularité est en hausse grâce au bouche-à-oreilles.
En 2009, ils participent à un bon nombre de festivals nationaux (Sonorama, Ebrovisión, etc.) et deviennent l'un des groupes espagnols les plus en vogue. En juin 2009, ils participent à la Journée de la musique en enregistrant, avec le groupe majorquin LA, une reprise du morceau Standing in the Way of Control du groupe Gossip, qui est diffusée sur le site web du journal El País, et plus tard sur une compilation du magazine Rockdelux. En octobre 2009, ils sortent finalement leur deuxième album, au label Subterfuge. Le résultat de quatre années de travail se reflète dans Second to None. Produit par Paco Loco et masterisé à New York par Nathan James, l'album est bien accueilli par la presse spécialisée. 
En 2010, ils se joignent à Los Coronas, et forment le groupe Corizonas, avec lequel ils sortent un album commun : The News Today. Ils réalisent plusieurs concerts à travers le pays. En 2014 sort l'album Secret Fires.

## Discographie
- 2005 : Songs to Sing Along
- 2009 : Second to None (Subterfuge)
- 2012 : The Truth, the Whole Truth and Nothing but the Truth (Subterfuge)
- 2014 : Secret Fires (Subterfuge)